# Alberca Rota
Los Pozos Altos son un conjunto de restos arqueológicos de época nazarí, el principal de los cuales es la llamada Alberca Rota, situados en la Dehesa del Generalife, concretamente en la zona norte del Cerro del Sol, que forman parte de la estructura hidráulica de abastecimiento de agua para el conjunto de almunias y palacios situadas en los alrededores del Palacio del Generalife, en la Alhambra (Granada). Junto con Los Albercones y la Acequia Real, forman uno de los complejos hidráulicos más importantes de la España medieval.

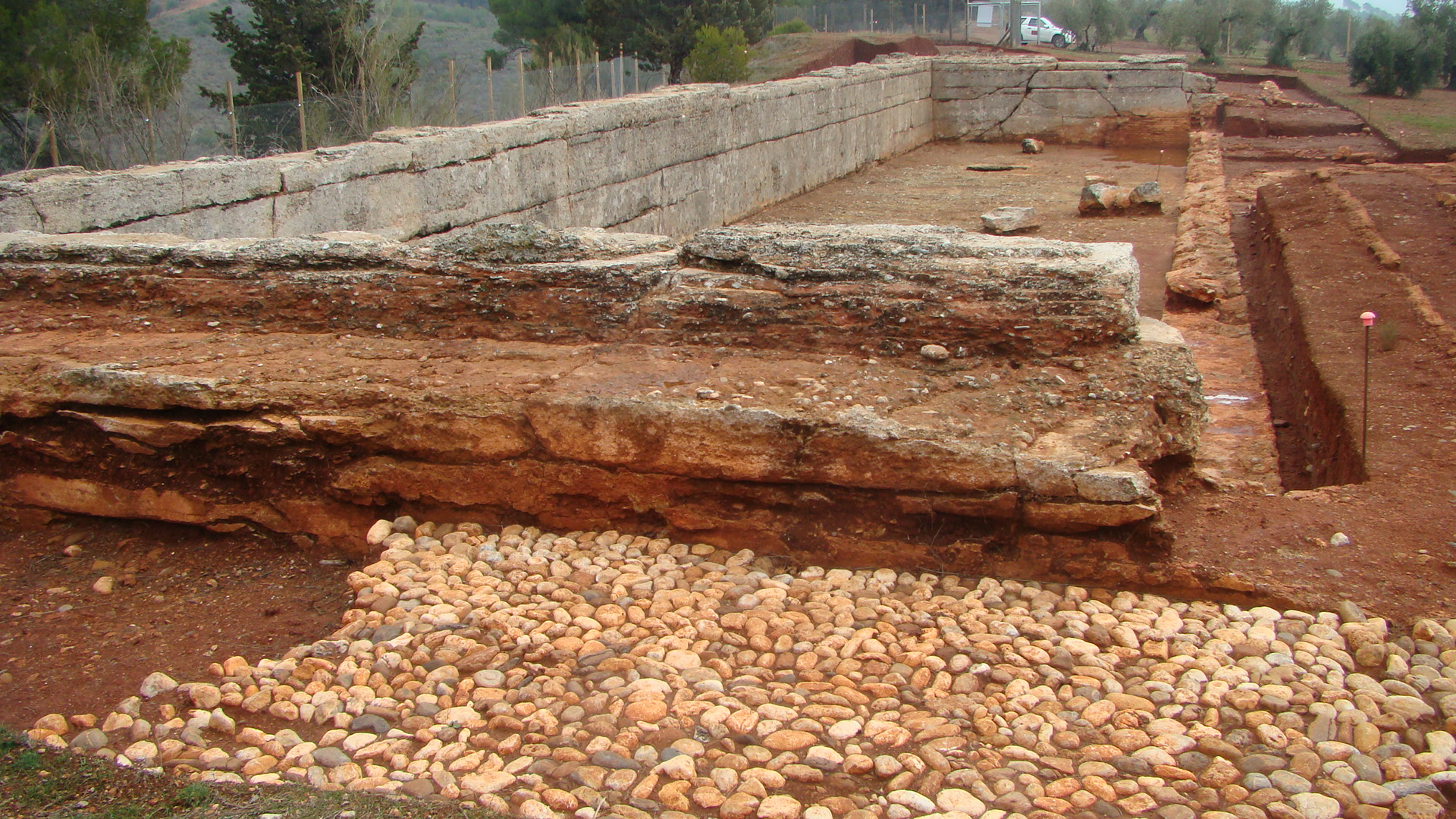
Conjunto de los Pozos Altos y Alberca Rota

## Descripción
Constan de una gran alberca para el acopio y distribución de agua, dos pozos (que en su momento estarían coronados por un ingenio de noria) para elevar el agua desde la cota de la acequia y una red de canalizaciones, para el suministro de agua a las fincas y casas palaciegas de la zona. De los dos pozos, el más occidental se encuentra colmatado de tierra, a causa de los derrumbes, pero el otro mantiene aún incluso parte de la estructura de ladrillo sobre la que debió situarse el brocal y la noria. Se conservan igualmente, elementos de la solería y restos de edificios de servicio.
Conforme a la planimetría del sistema que, en 1889, realizó Manuel Gómez-Moreno, el agua era llevada desde la Acequia Real al interior de la montaña, mediante qanats excavados en el terreno, llegando hasta un aljibe o depósito subterráneo desde el que era elevado a superficie por los pozos. Después se acumulaba en la Alberca Rota, desde donde surtía a Dar al-Arusa y Silla del Moro, y al llamado Albercón del Negro, situado a cierta distancia, y que cumplía a su vez funciones de distribución a la finca de los Alijares.

## Datación
El historiador del siglo XVI Francisco Bermúdez de Pedraza estimó en 1455 la fecha de su construcción, aunque Ibn Zamrak atribuye el proyecto a Muhammad V, lo que retrotraería su datación a la segunda mitad del siglo XIV.